# Impakt Festival

Het Impakt Festival is een Nederlands multidisciplinair festival met de nadruk op audiovisuele kunsten. Het vijf dagen durende festival vindt jaarlijks plaats in Utrecht; de eerste editie was in 1988. 

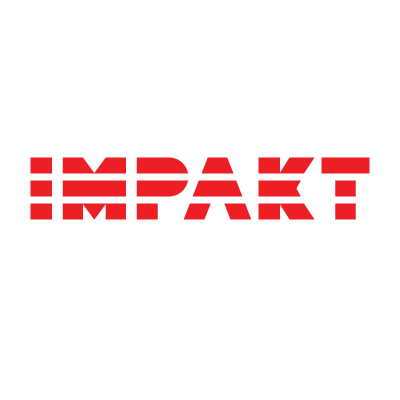
Logo of Impakt

Het festivalprogramma omvat films, videokunst, tentoonstellingen, performances, muziek, conferenties en speciale evenementen. Het festival vindt plaats op verschillende locaties in Utrecht, waaronder Theater Kikker en Filmtheater 't Hoogt.
In de beeldende kunst is het gebruik van video en nieuwe media sinds de oprichting van het festival gemeengoed geworden. De nadruk voor het festival is daardoor verschoven naar de relatie tussen mediakunst en de samenleving: "het festival wil de invloed van de media kritisch volgen vanuit de kunst".

## Geschiedenis
Impakt is in 1988 begonnen als een 'festival voor experimentele kunst'. Beeldende kunst, video, film, muziek en performance werden gecombineerd in één festival. Plaats van handeling was Cultureel Centrum EKKO. Na de eerste succesvolle editie heeft het Impakt Festival zich verder ontwikkeld. Het groeide gestaag en nestelde zich in de stad Utrecht. Diverse concertzalen, galeries, (film)theaters en leegstaande gebouwen hebben onderdak geboden aan het festival maar ook de grachten, pleinen en straten van Utrecht werden als podium gebruikt. Het festival ontwikkelde zich tot een plek waar kunstenaars, liefhebbers, programmeurs en critici uit binnen- en buitenland elkaar ontmoetten en de nieuwste ontwikkelingen bekeken en bespraken. De multidisciplinaire aanpak en het tonen van de raakvlakken tussen kunstvormen heeft veel andere festivals en programmeurs geïnspireerd. Internationaal werd Impakt daardoor snel bekend. Als zelfstandige stichting bestaat Impakt sinds november 1993.
In het midden van de jaren negentig begon Impakt ook programma's door het jaar heen te organiseren. Onder de naam Impakt Events zijn deze programma's inmiddels geïntensiveerd en vinden ze meerdere malen per jaar plaats. Meestal betreft het een avond waarop één kunstenaar centraal staat. Aan de hand van een in samenwerking met de kunstenaar samengesteld programma en een interview worden de ideeën en visies achter het werk besproken. Een Event kan echter ook een symposium-dag, een avond met dj's en vj's of een middag met lezingen, performance, films en presentaties zijn.
Waar internetkunst al langer een plaats had binnen het festivalprogramma kreeg het met Impakt Online in 2003 een eigen platform. Jaarlijks ondersteunt Impakt een aantal kunstenaars met financiële en praktische middelen en inhoudelijke feedback bij het maken van een kunstproject op het internet. Het gaat hierbij om autonome kunstwerken die gebruikmaken van specifieke mogelijkheden van internet. Impliciet wordt de rol van dominante spelers op het wereldwijde web, zoals eBay, Google en Second Life kritisch belicht, evenals de manier waarop commercie en overheden omgaan met het internet.
In 2005 werd Impakt Works opgericht: het residency-, workshop- en medialab-programma van Impakt. Kunstenaars uit Utrecht, Nederland en het buitenland werken gedurende lange periodes aan een nieuw project, bijvoorbeeld een video, een installatie of een audiovisuele performance. Impakt treedt op als producent en zorgt voor faciliteiten, inhoudelijke begeleiding, accommodatie.
Het jaarlijkse Impakt Festival is de belangrijkste activiteit van Impakt, maar deze is ingebed in een activiteitenprogramma waar ook de Impakt Events, Impakt Online en Impakt Works onderdeel van uitmaken. Deze laatste twee verlenen op onderzoek en productie gerichte projecten. Het jaarprogramma bestaat uit één jaarlijks vijfdaags festival, elf Impakt Events, vier Impakt Online producties en zes residencies met bijhorende workshops.

## Internationale samenwerkingen

### Impakt Residency program
Impakt is lid van EMAN, het European Media Art Network. EMAN wordt ondersteund door de Europese Unie in het kader van het Culture 2007-2013 programma. Het belangrijkste doel van EMAN is de ondersteuning en bevordering van samenwerking en uitwisseling tussen de belangrijkste mediakunstorganisaties in Europa. Een van de activiteiten van het EMAN is EMARE, het European Media Art Residency Exchange programma. Naast het uitwisselen en gezamenlijk organiseren van EMARE-residencies zorgen de EMAN-leden voor de presentatie van de geproduceerde werken, een begeleidend programma en ondersteunende publicaties.
Impakt runt een residency programma voor kunstenaars. Eerdere kunstenaars waren onder anderen James T. Hong (2011) en Andrew Norman Wilson(2013). Verder werkt Impakt samen met LabMis, het productie- en onderzoekscentrum van het São Paulo museum of Image and sound, aan een uitwisselingsprogramma tussen Brazilië en Nederland. Een voorbeeld hiervan is Rosa Menkman(2013).

### MediaArtFestivals Association
Impakt is jaren lid geweest van de European Coordination of Film Festivals. Bij het ter ziele gaan van dit netwerk heeft Impakt gezocht naar een kleiner meer daadkrachtiger netwerk met een duidelijker en beter bij Impakt passend profiel. Samen met het LOOP (Barcelona), de Videonale (Bonn) en Glasgow International (Schotland) heeft Impakt een nieuwe netwerk opgericht, de MediaArtFestivals Association. Het netwerk zal in 2008 worden aangevuld met diverse andere Europese festivals die in hun programma de positie van kunst en onze mediacultuur centraal stellen.

### International Short Film Festival Oberhausen
In 2007 is Impakt een samenwerking begonnen met het International Short Film Festival Oberhausen. Centrale vraag in deze samenwerking is hoe festivals zich moeten herpositioneren in het licht van de veranderingen in ons medialandschap. Als eerste resultaat van deze samenwerking organiseren Impakt en het International Short Film Festival in 2008 een tweedelig symposium.

### Pauze
Dave Driesmans, de oud-muziekprogrammeur van Impakt was ook verantwoordelijk voor de programmering van het Pauze Festival in de Vooruit in Gent, België. In samenwerking met Theater Kikker, Rumor en het SJU Jazzpodium zal Impakt met ingang van 2008 een jaarlijks festival voor avontuurlijke muziek organiseren: Pauze Utrecht. Pauze Gent en Pauze Utrecht vonden steeds in dezelfde periode plaats en wisselden programma-onderdelen en acts uit. Dit festival is opgegaan in het Impakt Festival, dat een muzikaal component kent.

### Highlights en Touring programma’s
Sinds 1998 stelt Impakt na ieder festival programma’s samen met hoogtepunten, de zogenaamde Highlights. Naast de inhoudelijk gevarieerde Highlights programma’s zijn er ook thematisch samengestelde Touring programma’s waarin een specifiek onderwerp wordt uitgewerkt. De Impakt Highlights en Touring programma’s worden vertoond in binnen- en buitenland, bijvoorbeeld in festivals en musea in Argentinië, Brazilië, Peru, Mexico, de Verenigde Staten, Canada, Noorwegen, Denemarken, Duitsland, Frankrijk, Spanje, Italië, Oostenrijk, Roemenië, Bulgarije en Griekenland.

## Impakt Festival (2010- heden)

### Impakt Festival 2010
Matrix City richtte zich op de elementen waaruit een stad bestaat en hoe een stad eruit zou moeten zien. Niet alleen geografische factoren werden overwogen, maar ook utopisme speelde een rol in het programma.

### Impakt Festival 2011
Het Impakt Festival van 2011 draaide om het thema 'the right to know'. Impakt behandelde dilemma's afkomstig uit onze hedendaagse informatie maatschappij, zoals: complottheorieën, cover-ups, digitale dissidenten, verbannen video's, datajournalisme, angstmanagement, en grote geheimen. Het thema bleek zeer actueel gezien 2011 het begin markeerde van de Arabische lente en de ophef rondom wikileaks.
Dit jaar was er een samenwerking tussen The Centre for the Humanities van Universiteit Utrecht en Impakt.

### Impakt Festival 2012
Het thema van Impakt Festival 2012, No More Westerns, draaide om de afname van dominantie van de westerse mediacultuur. Het programma verkende de verandering in geopolitieke landschappen in de wereld en probeerde een voorbeeld te geven van de onontkoombare verandering in de visuele cultuur. Gastconservatoren waren onder anderen Samantha Culp en Cher Potter. Een notabele spreker van dit jaar was onder anderen Parmesh Shahani. Ook was er wederom een samenwerking met The Centre for the Humanities van Universiteit Utrecht.

### Impakt Festival 2013
In 2013 onderzocht het Impakt Festival kapitalisme en de economische crisis onder het thema Capitalism: Catch-22. In het programma werd er dieper ingegaan op vraagstukken als: is kapitalisme een veroorzaker van crises of is het de drijvende kracht achter vooruitgang? En zijn er eigenlijk wel alternatieven?
Voor het festival van 2013 selecteerde Impakt drie partijen om een zo divers mogelijk programma neer te zetten: het Amsterdamse collectief Monnik, de Britse conservator Fallon en de Duitse filmconservator Florian Wüst.

### Impakt Festival 2014
Het thema van het jaar 2014, Soft Machines: Where the Optimised Human Meets Artifical Empathy, vierde het zilveren jubileum van het Impakt Festival. Op dit festival werd de relatie tussen de mens en kunstmatige intelligentie onder de loep genomen. A.E. Beneson, Ken Farmer, Noah Hutton en Leah Kelly traden op als gastconservator voor het festivalprogramma van 2014.
Hoogtepunten waren onder anderen Bruce Sterling, pionier van het literaire genre cyberpunk en de presentatie van nieuw werk van Floris Kaayk, ontvanger van de Volkskrant Beeldende Kunst Prijs in 2014.

### Impakt Festival 2015
Het Impakt Festival van 2015 vond plaats van 28 oktober tot 1 november 2015 en had als thema The Future of the Past (in a World Well Documented). Het programma reflecteerde op nieuwe ideeën rondom de toekomst van geschiedenis en de toekomst van de toekomst, inclusief nieuwe en bestaande noties van de concepten 'herinnering', 'verleden', 'geheugen', 'voorspelling' en 'vrije wil' in het kader van de bijna ongelimiteerde data-opslag, die onze hedendaagse tijd kenmerkt. Historische, poëtische, technologische en filosofische benaderingen worden gecombineerd om een kritisch beeld te geven hoe digitaal gecreëerde en geconserveerde inhoud onze beeldvorming van verleden en heden construeert.

### Impakt Festival 2016
In 2016 onderzocht het Impakt Festival de betekenis van het begrip authenticiteit in de gedigitaliseerde samenleving onder de noemer Authenticity?. De stelling was dat authenticiteit is uitgegroeid tot een product dat ons door de lifestyle-industrie wordt aangeboden en dat marketeers handig gebruikmaken van onze zucht naar eigenheid. Tegelijkertijd vervaagt het begrip als het om kunstvoorwerpen gaat. We leven in een cultuur waarin het citeren, parafraseren en hergebruiken staande praktijk is, heette het. Welk beeld het origineel was, doet er vaak niet meer toe. Te gast waren onder anderen Rob Horning, Franco Berardi, David Joselit, Ben Rivers en Chus Martinez.

### Impakt Festival 2017
Het Impakt Festival van 2017 vond plaats van 25 oktober tot 29 oktober 2017 en had als thema Haunted Machines & Wicked Problems. Het programma van deze editie van het Impakt Festival ging op zoek naar de relatie tussen technologie, religie, magie en het occulte. Door middel van het kader van mythologie, magie en monsters, bekeek een internationale groep sprekers, optredens, denkers, kunstenaars, ontwerpers en technologen hoe in magie, het spektakel gebruikt wordt om technische processen te verbergen; hoe we in mythes, verhalen en narratieven bouwen om complexe technologie in de cultuur te assimileren; en hoe we monsters gebruiken wanneer dingen verkeerd gaan en mensen geschaad worden. Te gast waren onder anderen Anab Jain, Legacy Russell, Angela Washko, Warren Ellis, Adam Curtis en Liam Young.

### Impakt Festival 2018
Het Impakt Festival van 2018 vond plaats van 24 tot en met 28 oktober 2018 en richtte zich op Algorithmic Superstructures. Het festivalprogramma was samengesteld door curatoren Alex Anikina, Yasemin Keskintepe en Luba Elliott. Tijdens het festival waren er presentaties van onder anderen Eliot Higgins van onderzoekcollectief Bellingcat, Evgeny Morozov, Metahaven, Julia Kloiber en Adam Greenfield.

### IMPAKT Festival 2019
Het IMPAKT Festival van 2019 vond plaats van 30 oktober t'm 3 november en richtte zich op Speculative Interfaces. Het festivalprogramma omvat drie subthema’s: Sensory Empowerment, School of Non-Humans en Persuasive Tech Lab. Deze thema’s worden behandeld op de dagen die de kern van het festival vormen: donderdag 31 oktober, vrijdag 1 november en zaterdag 2 november. Op zondag 3 november zijn er rondleidingen en artist talks in de tentoonstelling.

### IMPAKT Festival 2020
Het IMPAKT Festival van 2020 vond online plaats van 28 oktober t/m 1 november en richtte zich op het thema Zero Footprint Het IMPAKT festival 2020 Zero Footprint presenteerde dit jaar kritische kunstenaars en ontwerpers die bijdragen aan een beter inzicht en directe verandering. Hun werk is geïnspireerd door alternatieve wereldbeelden uit de sciencefiction, inheemse kennis en de verhalen van mensen die de klimaatverandering aan den lijve ondervinden.

### IMPAKT Festival 2021
Het IMPAKT Festival 2021 (3-7 november) staat in het teken van Modern Love (or Love in the Age of Cold Intimacies) en wordt gecureerd door Katerina Gregos en Arjon Dunnewind. In onze on-demand samenleving spelen liefde, relaties en intimiteit zich steeds meer online af. Een toekomst waarin algoritmes, kunstmatige intelligentie en online interacties onze liefdeservaringen bepalen lijkt niet meer zo ver weg. Ouderen krijgen knuffelbare robots tegen eenzaamheid en via OnlyFans of sociale media kun je naar hartenlust je perfecte ‘ik’ etaleren of je verliezen in virtuele liefdesfantasieën. Hoe verandert dit de manier waarop we elkaar ontmoeten, liefhebben — en uit elkaar gaan? Hoe kunnen kunstenaars ons helpen te begrijpen hoe nieuwe technologieën de meest menselijke van de emoties — de liefde — beïnvloeden?